# 下川香苗
下川香苗（1964年—），日本女性小說家。出身於岐阜縣。主要從事將少女漫畫小說化。1984年，以「櫻花色的季節」入圍第3回《COBALT》短篇小說新人獎。

## 作品一覧
※部分作品日文直譯。／記號表示說明中譯作品的日文原名。
集英社
- （1986年）
- （1986年）
- 櫻花色的回憶／（1987年）
- （1987年）
- （1988年）
- （1988年）
- （1988年）
- （1989年）
- （1989年）
- （1989年）
- （1990年）
- （1991年）
- ！（1992年）
- （1997年，插圖：矢澤愛）
- 世界的歴史／（學習漫畫（日语：学習漫画）系列）
- 初戀／（2010年，插圖：香魚子）

POPLAR社
- 初戀／系列（插圖：桃季輝實）
  - （1990年）
  - （1990年）
  - （1991年）
- 轉學生是湖之魔術師－龍姬傳說／－（1993年，插圖：すもと亞夢（日语：すもと亜夢））
- ！（1996年）
- 家族的告白／（1998年）
- 戰鬥的季節／（1999年）

祥傳社
- Friends 戀愛選集（與安達千夏（日语：安達千夏）、江國香織等人共同）
- LOVERS 戀愛選集（日语：LOVERS 恋愛アンソロジー）（2001年，與唯川惠（日语：唯川恵）、谷村志穗（日语：谷村志穂）等人共同）

WANI BOOKS
- 神的薔薇／（2002年）

### 小說化作品
漫畫改編
- （Cobalt文庫，原作：矢澤愛）
- 我不是天使／（Cobalt文庫，原作：矢澤愛）
- 有閑俱樂部／（Cobalt文庫，原作：一条由香莉）

1. 有閑俱樂部
2. 有閑俱樂部 史上最大的誘拐／
3. 有閑俱樂部 洋館的推理／

- 近所物語／（Cobalt文庫，全8冊，原作：矢澤愛）
- 貓街／（Cobalt文庫，原作：神尾葉子）

1. 貓街
2. 貓街 從樂園開始的旅程／

- 只想告訴你／（Cobalt文庫，原作：椎名輕穗）

1. 只想告訴你
2. 只想告訴你 ～～
3. 只想告訴你 ～～
4. 只想告訴你 ～～
5. 只想告訴你 ～～
6. 只想告訴你 ～～
7. 只想告訴你 ～～
8. 只想告訴你 ～～
9. 只想告訴你 ～～
10. 只想告訴你 ～～
11. 只想告訴你 ～～
12. 只想告訴你 ～～
13. 只想告訴你 ～～
14. 只想告訴你 ～～

- 俺物語!!（Cobalt文庫，全2冊，原作：河原和音、作畫：或子）

電影改編
- 下弦之月 ～Last Walter（日语：下弦の月 (漫画)）（Cobalt文庫，原作：矢澤愛）
- NANA（Cobalt文庫，原作：矢澤愛）
- NANA2（Cobalt文庫，原作：矢澤愛）
- 天然子結構（日语：天然コケッコー）（Cobalt文庫，原作：倉持房子）
- 花樣男子F (FINAL)（Cobalt文庫，原作：神尾葉子）
- 極道鮮師 THE MOVIE（Cobalt文庫）
- 俏妞出招（Cobalt文庫，原作：河原和音）
- 荒川爆笑團 THE MOVIE（Cobalt文庫，原作：中村光）
- 純淨柔軟的心（Cobalt文庫，原作：育江綾）
- 閃爍的愛情（集英社Orange文庫（日语：集英社オレンジ文庫），原作：咲坂伊緒）
- 青空吶喊（日语：青空エール）（集英社Orange文庫，原作：河原和音）
- 與妳的第100次愛戀（集英社Orange文庫，原作：Chocolate Records）

電視劇小說
- 蜂蜜與四葉草（集英社，原作：羽海野千花）